# Szpondowo
Szpondowo – wieś sołecka w Polsce położona w województwie mazowieckim, w powiecie płońskim, w gminie Płońsk. Leży nad Płonką.
W czasie kampanii wrześniowej stacjonowała tu 152 Eskadra Myśliwska..
W latach 1975–1998 miejscowość administracyjnie należała do województwa ciechanowskiego.